# Boeing C-40 Clipper
Le Boeing C-40 Clipper est une version militaire de l'avion de ligne 737-700. Il est mis en service le 21 avril 2001 et est utilisé à la fois par l'United States Navy et l'Air Force ; l'avion a été commandé également par le Marine Corps. Les C-40A de la Navy reçoivent le nom de Clipper tandis que les C-40B et C n'ont pas de surnom.

## Historique

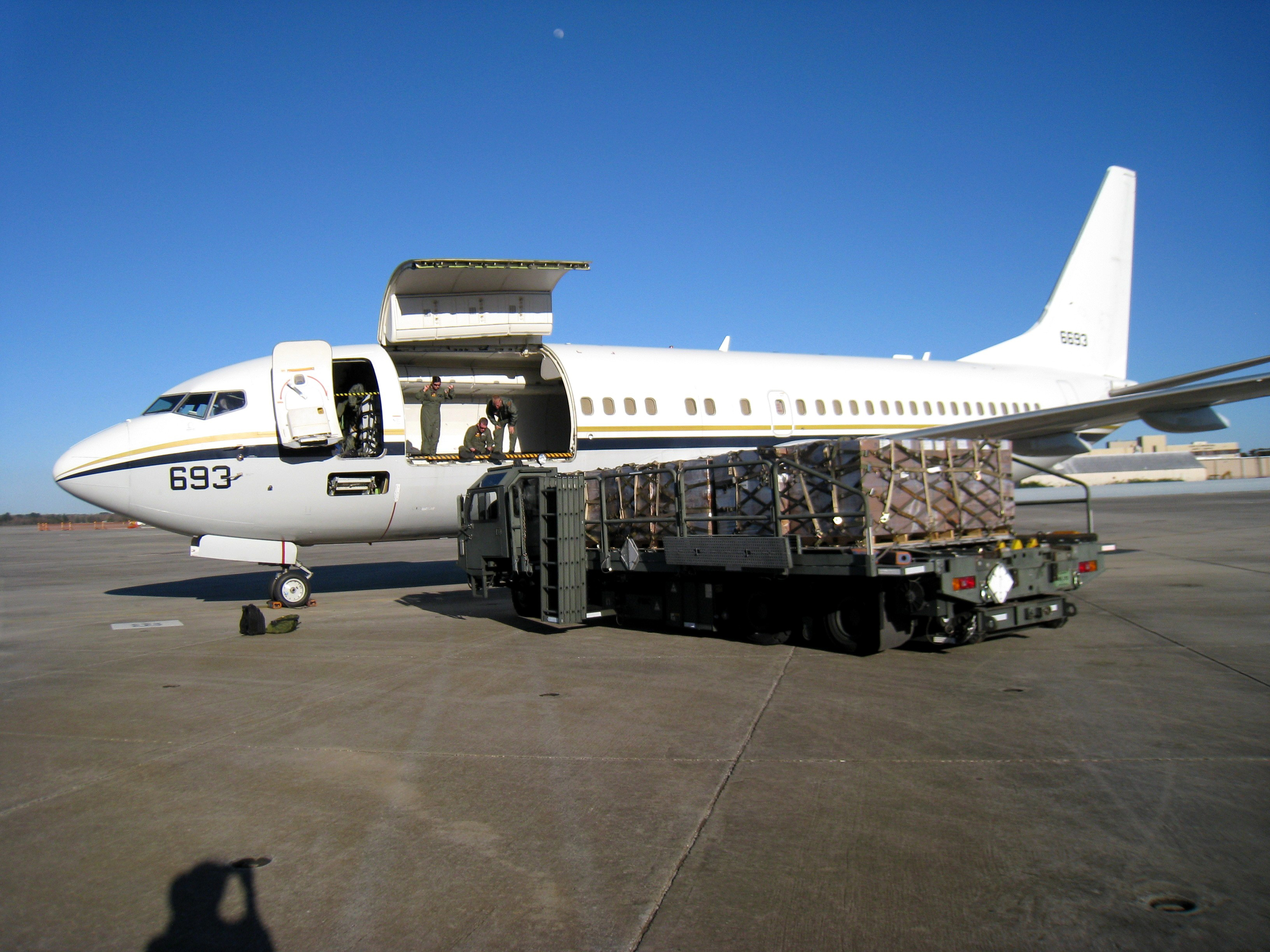
Embarquement de colis à bord d'un C-40A de l’US Navy.

La version C-40A est utilisé par l’US Navy qui en a reçu 11 entre avril 2001 et janvier 2011 pour remplacer ses McDonnell Douglas C-9 pour des missions logistiques. La marine a demandé une vingtaine d'avions supplémentaire au maximum à cette date. En 2016, 15 avions étaient en ligne. Deux autres sont commandés en 2017.
En novembre 2015, dix exemplaires de la version C-40B et cinq exemplaires de la version C-40C sont en service dans l’USAF. En février 2021, il y a quatre C-40B et sept C-40C en service avec l'USAF.